# Антон Дежман
Антон Дежман Тончек (Лесце, код Бледа, 14. јун 1920 — Радовљица, 1. јун 1977), учесник Народноослободилачке борбе, генерал-мајор ЈНА, друштвено-политички радник СР Словеније и народни херој Југославије.

## Биографија
Рођен је 12. јуна 1920. године у селу Лесце, код Бледа. Потицао је из радничке породице. Након завршетка основне школе учио је зидарски занат. Потом се запослио у железари у Јесеницама.
Још као шегрт, укључио се у радничко-културно друштво „Свобода“, а после његовог распуштања се укључио у „Узајамност“. Био је активан у тамбурашком оркестру и драмској секцији. У овим радничким друштвима се упознао и дружио са комунистима и преко њих се укључио у оимладински револуционарни покрет. Јуна 1940. године је примљен у чланство Савеза комунистичке омладине Југославије (СКОЈ). Скупљао је прилоге за „Црвену помоћ“ и потписе за Друштво пријатеља Совјетског Савеза.
Априла 1941. године, приликом напада Сила осовине на Југославију, отишао је добровољно у Југословенску војску. Након пуштања из заробљеништва, вратио се у родно место. Током маја и јуна као зидар је био ангажован на оправци касарне у месту Бохињска Бела. Упоредо са овим радио је на организовању устанка. Био је организатор омладинских тројки у родном месту, које су скупљале оружје и војну опрему и вршиле пропагандне акције против окупатора.
Заједно са својим братом, 17. јула 1941. године, придружио се једној од првих група партизана на Јеловици, које су се, крајем јула, објединиле у Јеловичку чету Јоже Грегорчича, а ова се, 5. августа, здружила с Јесеничком четом у Горењски батаљон „Иван Цанкар“. Већ у првом тежем сукобу с Немцима, 8. августа 1941. године на Партизанском врху на Јеловици, Антон се истакао храброшћу. Затим је с друговима извео бројне диверзантске акције.
Кад се средином октобра 1941. године, Цанкарев батаљон поново окупио Антон је постао митраљезац и истакао се у акцијама батаљона на Ланцову, у Селцима и нападу на немачко упориште на Чешњици. Нарочито се истакао у сукобу с немачком полицијском патролом у Ровтима, где је погинуло 46 Немаца, а партизани запленили њихово оружје. Та акција је допринела масовном устанку у западном делу Горењске. У борбама у Пољанској долини, он је са својом митраљеском тројком задржавао колону Немаца. На Буковом врху је јуришао на немачке положаје и запленио два митраљеза. Нарочито се истакао као митраљезац и вођа резервне групе у тродневној бици, јануара 1942. године, у Дражгошама и у сукобу са немачком скијашком патролом. Тада се међу становништвом Горењске прочуо као „неустрашив митраљезац“. У току 1942. године је примљен у чланство Комунистичке партије Словеније.
У пролеће 1942. постао је десетар у Селшкој чети, а у мају је са својом десетином успешно задржавао Немце, кад су хтели да продру у Горењу Вас. Током јуна 1942. године је с друговима извео успешну акцију када је допузао до војног стрелишта Голф, код Лесца и напао вод немачких војника. У јуну и јулу 1942. био је водник у Првој јеловичкој чети Другог батаљона Горењског одреда, а од августа 1942. до марта 1943. године командир те чете, и затим до јуна 1943. године командант Првог јеловачког, касније Седмог крањског батаљона.
После реорганизације Горењског партизанског одреда, јула 1943. године, постао је командант Првог батаљона, и до октобра с њим извршио више успешних напада на немачке јединице и диверзија на непријатељске објекте. Од краја 1943. до пролећа 1944. године био је командир Службе обавешавања и безбедности (словен. Varnostno-obaveščevalna služba – VOS) у Јасеничком крају. Децембра 1943. године је на Бледу запленио 9 пушака, 2 аутомата и 3 пиштоља. Са својом групом ВОС-а је током фебруара 1944. године у Јесеницама радио на егзекуцији сарадника окупатора.
Од пролећа до јула 1944. био је командант Петог батаљона Друге бригаде Војске државне безбедности (словен. Vojska državne varnosti – VDV), а од 15. новембра командант његовог Првог батаљона, а затим заменик команданта Друге бригаде Друге словеначке дивизије народне одбране, која се налазила у саставу Корпуса народне одбране Југославије (КНОЈ).
После ослобођења Југославије, наставио је војну каријеру као старешина у јединицама КНОЈ-а, а потом је кратко био у Гардијској бригади. Године 1948. је премештен у Сарајево, где је био командант одреда Посебних јединица ЈА и један од организатора Војно-грађевинског предузећа. Завршио је Вишу војну академију ЈНА, 1955. године. Због лошег здравственог стања, проузрокованог рањавањима у току рата, био је пензионисан 1964. године у чину пуковника. Године 1970. је унапређен у чин генерал-мајора ЈНА.
Након пензионисања вратио се у родни крај, где се активно укључио у рад друштвено-политичких организација. Био је члан Савезног одбора СУБНОР-а Југославије и Председништва Републичког одбора СУБНОР-а Словеније. Такође је био активан и у раду друштвено-политичких орагнизација у општини Радовљица. Био је секретар Општинског одбора СУБНОР-а, секретар Општинског одбора Савеза резервних војних старешина, одборник Општинске скупштине и председник Савета за општу управу и унутрашње послове, председник Комисије за молбе и притужбе, председник Комисије за инвалиде и борце и члан Савета за народну одбрану општине Радовљице.
Умро је 1. јуна 1977. године у Радовљици, а сахрањен је у родном месту.
Носилац је Партизанске споменице 1941. и других југословенских одликовања, међу којима су — Орден братства и јединства другог реда, Орден заслуга за народ другог реда, Орден партизанске звезде трећег реда и два Ордена за храброст. Орденом народног хероја је одликован  15. јула 1952. године.